# Veterum sapientia
Veterum sapientia (lat.: Die Weisheit der Alten) ist eine, auf Lateinisch verfasste und veröffentlichte, Apostolische Konstitution, die am 22. Februar 1962 von Papst Johannes XXIII. unterzeichnet wurde. 

## Eine ehrwürdige Sprache
Der Papst fördert Latein als Wissenschafts- und Kultsprache der Kirche auf allen Kontinenten. Er verweist zunächst auf das Zeitalter des geeinten Europas und der weltweiten Beziehungen der Völker. Die lateinische Sprache sei eine ehrwürdige Sprache, deren Wirkungsweise nicht unterschätzt werden dürfe. Deshalb lautet sein Kernsatz: 

„Von ihrer Natur selbst her ist die lateinische Sprache in hohem Maße dazu geeignet, bei allen Völkern die Kultur der Menschlichkeit zu fördern. Sie erregt nämlich keine Eifersucht, bietet sich den einzelnen Nationen unterschiedslos an und bevorzugt keine Seite.“

## Lateinstudium
Für Johannes XXIII. war Latein als Sprache der Liturgie und der theologischen Lehre besonders wichtig. Deren Gebrauch solle gefördert werden und deshalb ordnete der Papst des „Aggiornamento“ an, den Lateinunterricht für die Theologiestudenten zu intensivieren und die wichtigen theologischen Fächer an Seminaren und Universitäten in Latein zu unterrichten. Er beauftragte die Priesterseminare und Universitäten einen Lehrplan für den Lehrberuf Latein zu erstellen, die nur in Ausnahmefällen verändert werden dürften. 

## Lateinisch: Eine unveränderbare Sprache
Nach Meinung des Papstes sei Latein universal und eigne sich für die Förderung jeder Form von Kultur unter den Völkern. Diese Sprache gebe keinen Anlass zur Eifersucht, sie begünstige nicht eine Nation, sondern sie sei ein unvoreingenommenes Geschenk und könne für alle akzeptabel sein. Es sei daher notwendig, die Sprache als eine „Heilige Sprache“ und unveränderliche Sprache zu bewahren.

## Exhortatio
Johannes XXIII. ordnet im Abschnitt der Exhortatio an, dass in der katholischen Welt die von der Kurie verfassten und herausgegebenen Schreiben, die alle betreffen, auf Lateinisch zu erfolgen habe. Lateinisch, so mahnt er, sei die mütterliche und unveränderliche Stimme, die für unzählige Nationen akzeptiert werden könne. In seiner Ermahnung beschreibt er den pädagogischen Wert von Latein und ermuntert dazu, dass das Erlernen dieser Sprache als wirksame Schulung der Jugend verstanden werden solle. Den Lehrern diene sie zur Übung, Reife und Perfektionismus in ihrer Arbeit, sie schärfe den Witz und fördere die Urteilsfähigkeit. 

## Weitere Anordnungen
In den abschließenden Anordnungen legt der Papst fest, die lateinische Sprache aufrechtzuerhalten, und überträgt die Verantwortung an die Bischöfe. In den Priesterseminaren, für die die Ortsbischöfe zuständig seien, soll die Förderung der lateinischen Sprache sichergestellt werden. Johannes XXIII. geht noch weiter und legt in Form eines Dekrets fest, dass zur Priesterausbildung die lateinischen Sprachkenntnisse unabdingbar seien. Niemand werde zum Studium von Philosophie oder Theologie zugelassen werden, wenn er nicht gründlich in dieser Sprache ausgebildet worden sei und fähig sei, diese sinnvoll zu benutzen. In seinen Forderungen verlangt er die Wiederherstellung der traditionellen Lehrpläne und kündigt an, dass die Studienzeit verlängert werden müsse, wenn die notwendigen Kenntnisse nicht nachgewiesen werden könnten. Er schließt auch ausdrücklich das Lehrpersonal, also die Professoren und Seminarleiter, in die Fähigkeiten ihrer Sprachkenntnisse ein. Letztlich ordnete er die Gründung einer „Lateinischen Akademie“ an, diese solle mit einem internationalen Lehrkörper aus Professoren der lateinischen und griechischen Sprache besetzt werden. Ihr Auftrag diene der Entwicklung und Förderung, aber auch der Aufsicht und Übersetzungsarbeit. Da Griechisch in enger Verbindung zu den heiligen Schriften betrachtet werde müsse, bestimmte er, dass es eine Voraussetzung für das Studium der höheren Wissenschaften in Theologie und Philosophie sei, in Griechisch unterrichtet worden zu sein.

## Rezeption
Sowohl das generelle Anliegen, als auch die einzelnen Anordnungen von Veterum sapientia wurden weitgehend nicht rezipiert. Bereits drei Monate zuvor hatte Johannes XXIII. die Einberufung des Zweiten Vatikanischen Konzils verkündet, dem das weit größere Interesse galt. Nicht nur Bischöfe hielten die gestellten Anforderungen und Pflichten, etwa auf Latein zu haltende Theologievorlesungen, für deutlich zu hoch. 1963 wurde dann Sacrosanctum concilium promulgiert, welches die Verwendung der Volkssprachen in der Liturgie erlaubte, aber zugleich die Pflege der lateinischen Sprache einforderte. Im Anschluss an das Konzil ersetzten die Volkssprachen das Lateinische in der Liturgie weitgehend.